# Зовът на кукувицата
Зовът на кукувицата (на английски: The Cuckoo's Calling) е детективски роман от 2013 г., написан от Джоан Роулинг и публикуван под псевдонима Робърт Галбрейт.
През юли същата година писателката потвърждава, че тя го е написала: „Искаше ми се да запазя тази тайна за по-дълго, тъй като да бъда Робърт Галбрейт беше изключително освобождаващо преживяване. Беше прекрасно да публикувам книга без очаквания или шум, а само заради чистото удоволствие да получа обратна връзка под друго име“.
Книгата получава положителни отзиви и е продадена в над 1500 екземпляра с твърди корици, преди да се разбере, че авторът е същият, написал поредицата за Хари Потър, и само няколко часа след потвърждението от Роулинг продажбите се увеличават, според Амазон, с повече от 507 000%.
Малко след като признава, че тя е авторът зад името Робърт Галбрейт, Роулинг обявява, че е завършила втората книга от поредицата. През февруари 2014 г. е потвърдено, че това продължение е със заглавие „Копринената буба“ и ще излезе на 19 юни същата година.
В България романът е издаден на 3 февруари 2014 г. от издателство „Колибри“ в превод на Надя Баева.

## Сюжет
След като губи крака си от мина в Афганистан, Корморан Страйк едва оцелява като частен детектив. Той има само един останал клиент и е преследван от кредитори. Сякаш това не е достатъчно – той се разделя с приятелката си и живее в своя офис.
Но тогава пристига Джон Бристоу, който го моли да разследва смъртта на сестра му, супермодела Лула Ландри. Полицията смята, че Лула се е самоубила, скачайки от балкон на сграда в лондонския квартал Мейфеър, но Джон се съмнява в това. Страйк се потапя в света на красавици и милиардери, приятелки на рок звезди и отчаяни дизайнери, свят, който го запознава с всяко разнообразие от удоволствия, познати на човека, съблазняване и измама.

## Предистория
В продължение на няколко години Роулинг често говори за написването на детективска история. През 2007 г., по време на фестивала на книгата в Единбург, писателят Иън Ранкин заявява, че съпругата му е видяла Роулинг да пише детективски роман в кафене. Впоследствие Ранкин се отрича от казаното, заявявайки, че е шега. Слухът продължава със спекулациите във вестник Гардиън, който през 2012 г. , че следващата книга на Роулинг ще бъде криминале.

## Публикуване
Би Би Си съобщава, че Роулинг е изпратила ръкописа на издателите анонимно и поне един от тях, OrionBooks, го е отхвърлил. В крайна сметка е приет от Sphere Books, издателска марка, принадлежаща на Little, Brown & Company, с която Роулинг публикува предишния си роман Вакантен пост на английски език.